# Sender Friedelsheim
Der Sender Friedelsheim ist eine Sendeanlage (kurz Sender) zur Ausstrahlung von Hörfunksignalen. Er befindet sich neben der Bahnstrecke Bad Dürkheim–Ludwigshafen-Oggersheim auf der Gemarkung der Gemeinde Friedelsheim östlich von Bad Dürkheim. Als Antennenträger kommt ein Sendeturm in der Bauart eines freistehenden Betonturms zum Einsatz.
Von hier werden Teile der Stadt Bad Dürkheim mit Hörfunkprogrammen versorgt.

## Frequenzen und Programme

### Analoger Hörfunk (UKW)
Zurzeit gibt es auf dem Turm folgende analoge Hörfunksender:
| Frequenz (MHz) | Programm | RDS PS            | RDS PI                | Regionalisierung | ERP (kW) | Antennendiagramm rund (ND)/gerichtet (D) | Polarisation horizontal (H)/vertikal (V) |
| -------------- | -------- | ----------------- | --------------------- | ---------------- | -------- | ---------------------------------------- | ---------------------------------------- |
| 96,4           | bigFM    | _big_FM_          | D3A9                  | Rheinland-Pfalz  | 0,1      | D (220–320°)                             | H                                        |
| 98,1           | RPR1     | RPR1._LU _RPR1.__ | D8A8 (regional), D3A8 | Ludwigshafen     | 0,05     | D (220–290°)                             | H                                        |

### Analoges Fernsehen (PAL)
Vor der Umstellung auf DVB-T diente der Sendestandort weiterhin für analoges Fernsehen.
| Kanal | Frequenz (MHz) | Programm                      | ERP (kW) | Sendediagramm rund (ND)/ gerichtet (D) | Polarisation horizontal (H)/ vertikal (V) |
| ----- | -------------- | ----------------------------- | -------- | -------------------------------------- | ----------------------------------------- |
| 38    | 607,25         | Das Erste (SWR)               | 0,08     | D                                      | H                                         |
| 55    | 743,25         | SWR Fernsehen Rheinland-Pfalz | 0,16     | D                                      | H                                         |